# The Sackbut
The Sackbut (trad. El sacabuche) era un revista académica de música británica que fue publicada de 1920 a 1934 por la editorial Curwen Press. Ha publicado artículos generales, sobre principalmente música contemporánea, tanto británica como extranjera, así como críticas sobre actuaciones y grabaciones. Sus editores, incluían el cantante y compositor Ursula Greville (julio de 1921-1934) y Peter Warlock (también conocido como Felipe Heseltine) (mayo de 1920–junio de 1921).
Los números de la revista van de mayo de 1920 (Vol. 1, n.º 1) a febrero de 1934 (Vol. 14, no. 7), y tenía una periodicidad mensual, con excepciones en los dos primeros años y los últimos años. Harry Farjeon, William G. Whittaker, Aylmer Maude, Rutland Boughton, Upton Sinclair y Owen Rutter fueron colaboradores destacados.